# Freak Perfume
 Freak Perfume  — шостий повноформатний студійний альбом гурту Diary of Dreams, який вийшов у 2002 році.
Останні три треки — це бонуси з лімітованого видання.
Клавішні у треках 8 та 12 виконані Торбеном Верндтом — учасником гурту Diorama. Жіночий вокал у пісні «She» виконанний Melanie Jost.

## Композиції
1. Traum: A [06:09]
2. The Curse [05:34]
3. O’Brother Sleep  [04:59]
4. Chrysalis [06:00]
5. Traumtanzer [04:46]
6. Rebellion [05:38]
7. Bastard [04:30]
8. Amok  [05:12]
9. She [04:34]
10. Verdict  [06:40]
11. Play God!  [04:58]
12. She and Her Darkness [05:39]
13. The Curse (Freak-Edit) [04:40]
14. Amok (Dj Gb: Shock Mix) [05:09]
15. Stranger Than Rebellion [02:53]

## Склад учасників
- Записано у «White Room» Адріана Хейтса
- Оформлення диску: Інго Ромлінг
- Фото: Енні Бертрам